# Balón de Oro 1973

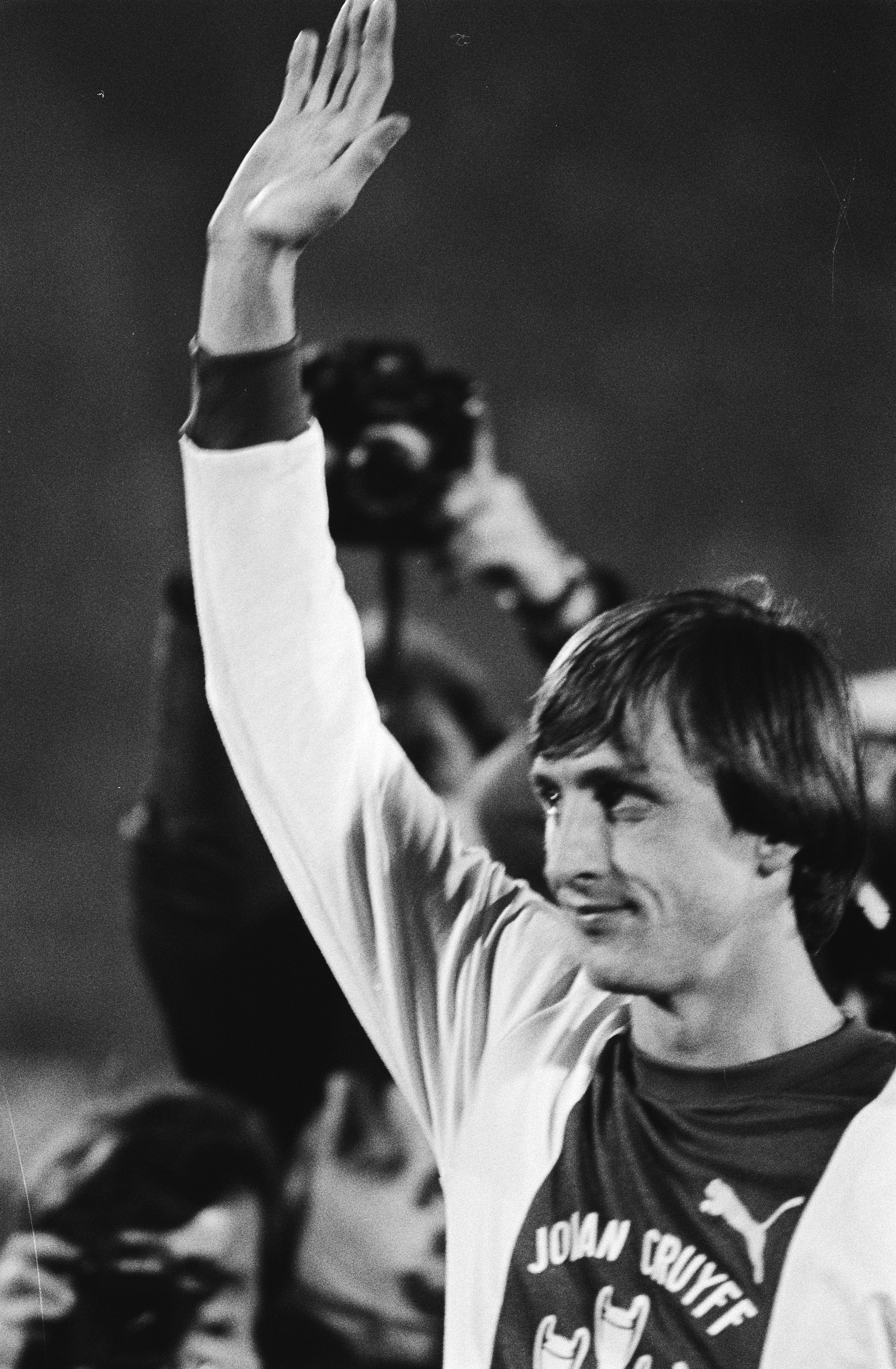
Johan Cruyff

La edición de 1973 del Balón de Oro, 18.ª edición del premio de fútbol creado por la revista francesa France Football, fue ganada por el neerlandés Johan Cruyff (Ajax / Barcelona).
El jurado estuvo compuesto por 24 periodistas especializados, de cada una de las siguientes asociaciones miembros de la UEFA: Alemania Occidental, Alemania Oriental, Austria, Bélgica, Bulgaria, Checoslovaquia, Dinamarca, España, Finlandia, Francia, Grecia, Hungría, Inglaterra, Irlanda, Italia, Luxemburgo, Países Bajos, Polonia, Portugal, Rumanía, Suecia, Suiza, Turquía y Yugoslavia.
El resultado de la votación fue publicado en el número 1447 de France Football, el 25 de diciembre de 1973.

## Sistema de votación
Cada uno de los miembros del jurado elige a los que a su juicio son los cinco mejores futbolistas europeos. El jugador elegido en primer lugar recibe cinco puntos, el elegido en segundo lugar cuatro puntos y así sucesivamente.
De esta forma, se repartieron 360 puntos, siendo 120 el máximo número de puntos que podía obtener cada jugador (en caso de que los 24 miembros del jurado le asignaran cinco puntos).

## Clasificación final
| Puesto | Jugador              | Equipo                                 | Votos | Votos | Votos | Votos | Votos | Votos | Puntos |
| Puesto | Jugador              | Equipo                                 | 1º    | 2º    | 3º    | 4º    | 5º    | Total | Puntos |
| ------ | -------------------- | -------------------------------------- | ----- | ----- | ----- | ----- | ----- | ----- | ------ |
| 1º     | Johan Cruyff         | Ajax / Barcelona                       | 15    | 2     | 3     | 2     |       | 22    | 96     |
| 2º     | Dino Zoff            | Juventus                               | 3     | 3     | 5     | 1     | 3     | 15    | 47     |
|        | Gerd Müller          | Bayern Munich                          | 2     | 5     | 2     | 3     | 2     | 14    | 44     |
| 4º     | Franz Beckenbauer    | Bayern Munich                          | 2     | 3     | 2     |       | 2     | 9     | 30     |
| 5º     | Billy Bremner        | Leeds                                  |       | 2     | 3     | 2     | 1     | 8     | 22     |
| 6º     | Kazimierz Deyna      | Legia Varsovia                         |       | 3     |       | 2     |       | 5     | 16     |
| 7º     | Eusébio              | Benfica                                |       | 2     | 1     | 1     | 1     | 5     | 14     |
| 8º     | Gianni Rivera        | Milan                                  |       | 1     | 2     | 1     |       | 4     | 12     |
| 9º     | Gunter Netzer        | Borussia Mönchengladbach / Real Madrid | 1     | 1     |       | 1     |       | 3     | 11     |
|        | Ralf Edström         | Åtvidabergs / PSV Eindhoven            |       |       | 2     | 2     | 1     | 5     | 11     |
| 11º    | Uli Hoeneß           | Bayern Munich                          |       | 1     | 1     |       | 1     | 3     | 8      |
| 12º    | Giacinto Facchetti   | Inter de Milán                         | 1     |       |       |       | 2     | 3     | 7      |
|        | Hristo Bonev         | Lokomotiv Plovdiv                      |       | 1     |       | 1     | 1     | 3     | 7      |
| 14º    | Juan Manuel Asensi   | Barcelona                              |       |       | 1     | 1     |       | 2     | 5      |
|        | Sandro Mazzola       | Inter de Milán                         |       |       |       | 2     | 1     | 3     | 5      |
|        | Jan Tomaszewski      | ŁKS Łódź                               |       |       |       | 1     | 3     | 4     | 5      |
| 17º    | Włodzimierz Lubański | Górnik Zabrze                          |       |       | 1     |       | 1     | 2     | 4      |
| 18º    | Wolfgang Overath     | Colonia                                |       |       | 1     |       |       | 1     | 3      |
| 19º    | Barry Hulshoff       | Ajax                                   |       |       |       | 1     |       | 1     | 2      |
|        | Hans-Jürgen Kreische | Dinamo Dresde                          |       |       |       | 1     |       | 1     | 2      |
|        | Bobby Moore          | West Ham United                        |       |       |       | 1     |       | 1     | 2      |
|        | Roland Sandberg      | Åtvidabergs / Kaiserslautern           |       |       |       | 1     |       | 1     | 2      |
| 23.º   | Vladislav Bogićević  | Estrella Roja Belgrado                 |       |       |       |       | 1     | 1     | 1      |
|        | Dragan Džajić        | Estrella Roja Belgrado                 |       |       |       |       | 1     | 1     | 1      |
|        | Pat Jennings         | Tottenham Hotspur                      |       |       |       |       | 1     | 1     | 1      |
|        | Denis Law            | Manchester City                        |       |       |       |       | 1     | 1     | 1      |
|        | Ivo Viktor           | Dukla Praga                            |       |       |       |       | 1     | 1     | 1      |